# Tomislav Meštrić
Tomislav Meštrić, (Kukljica, 14. prosinca 1931. – 24. ožujka 2021.) hrvatski pjesnik iz Kukljice. Stvara na mjesnom hrvatskom narječju. Pjesme je objavio u Zadarskoj smotri.

## Djela
Objavio je knjige:
- Bodulska besida, 1995.[3]
- Lanterna gori, 1996.[3]
- Na storomu fundamentu, 1998.[3]
- Korenat sazjuga (likovna oprema Ante Vlahov), 2001.[3]
- Na raskrižju vitrov (likovna oprema Ante Vlahov), 2005.[3]
- Krhotine čakavštine (likovna oprema Ante Vlahov), 2009.[3]
- Vavik na orac (fotografije Tomislav Meštrić), 2013.[3]
- Molo misto srca moga, 2015.[3]

Godine 2008. stihovima je opremio grafičku mapu Svjetla u tami: istarski svjetionici.
Uvršten je u nekoliko zbornika radova sa skupa priređenih pod naslovom Domaća rič (glavni urednik Šime Batović).
Pisao članke o frazama, izrjekama i pjesmama, rešetarstvu (siknjičarstvu) mjesta Kukljice i o hrvatskom pjesniku Tomislavu Maričiću Kukljičaninu, koje je objavio u Zadarskoj smotri i o Kukljici, koje je objavio u osječkoj Književnoj reviji.
Autor je na CD-u klapskih izvedaba hitova Ješka od ljubavi (2007.).

## Sinkronizacija
- "Tom i Jerry" (2021.)
- "Pepeljuga" kao vokal (2005.)